# 大安德里伊夫卡
48°59′55″N 36°47′26″E / 48.99861°N 36.79056°E
大安德里伊夫卡（烏克蘭語：Велика Андріївка）是位於烏克蘭東部的村莊，由哈爾科夫州伊久姆區的巴爾溫科韋市鎮負責管轄。該村始建於1923年，面積0.76平方公里，海拔高度138米，2001年人口135，人口密度每平方公里176.9人。